# Ausrüstung (Textil)
Unter Ausrüstung wird die Nachbehandlung textiler Produkte zum Erreichen bestimmter Eigenschaften verstanden, falls dies Eigenschaften nicht schon durch die Wahl geeigneter Rohstoffe oder entsprechender Verfestigungsvefahren erreichbar sind. Die Ausrüstung schließt sich häufig an den eigentlichen Herstellungsprozess an. Sie soll die Materialeigenschaften und den Gebrauchswert des Textils im Sinne des gewünschten Einsatzzweckes optimieren, wie beispielsweise Griff oder Aussehen. Unternehmen, welche diese Maßnahmen durchführen, bezeichnet man als Textilausrüster.

## Formen
Die Ausrüstungen lassen sich in drei Hauptkategorien systematisieren. Mischformen und Kombinationen der Ausrüstungen sind häufig und die Zuordnung der einzelnen Verfahren ist nicht immer eindeutig. Sie werden im industriellen Prozess auch vielfach in Kombinationsmaschinen oder Maschinenstraßen zusammengefasst, z. B. im Spannrahmen.
Ausrüstungen können waschpermanent aber auch auswaschbar sein (Appretur).

### Chemische Ausrüstungen
Der Schwerpunkt der chemischen Ausrüstung liegt auf dem Einsatz von Chemikalien (im weiteren Sinne) im Ausrüstungsprozess, um das gewünschte Ausrüstungsergebnis zu erreichen. Wichtige chemische Ausrüstungsverfahren sind: Färben, Drucken, flammhemmend, waschmaschinenfest, Bleichen, Nanoausrüstung, Fleckenschutz, UV-Blocker, Anti-Mücken, EXP-Chlorfrei, Antistatik, Antimikrobielle Ausrüstung, bügelfrei, Ausbrenner, Hochveredeln und Merzerisation.

### Mechanische Ausrüstungen
Der Schwerpunkt der mechanischen Ausrüstung besteht in der Anwendung mechanischer Kräfte auf das Textil, Garn oder den Stoff zur Erreichung des Ausrüstungsergebnisses. Wichtige mechanische Ausrüstungsverfahren sind: Schmirgeln, Scheren, Rauen, Sengen, Beschichten, Walken, Tumbeln, Krumpfen mit Kalandrieren und Gaufrieren.

### Thermische Ausrüstungen
Den Schwerpunkt der thermischen Ausrüstung bildet der Einsatz von Hitze bzw. offener Flamme im Veredelungsprozess. 
Wichtige thermische Ausrüstungsverfahren sind: Gasieren, Fixieren, Plissieren.
Thermische Ausrüstungsverfahren werden in der Fachliteratur häufig auch zu den mechanischen Ausrüstungen gezählt.

## Organisatorischer Abschluss
Zum Produktionsbereich Ausrüstung, Textilveredelung  zählen auch die Warenschau, Qualitätskontrolle und Endaufmachung der meist bahnförmigen Textilien. Die administrative Erfassung der Produktionsdaten ist Teil dieses Produktionsschrittes und bildet das Bindeglied zur kommerziellen Abteilung, zu Marketing, Verkauf, Fakturierung und Buchhaltung.